# ترومای قفسه سینه
ترومای قفسه سینه (انگلیسی: Chest injury) به معنای هر گونه آسیب فیزیکی به قفسهٔ سینه شامل دنده‌ها، قلب، و شش‌ها است. آسیب‌های قفسهٔ سینه، ۲۵٪ تمامی تروماهای مرگبار را به خود اختصاص می‌دهد. به‌طور معمول آسیب‌های قفسهٔ سینه بوسیلهٔ مکانیزم‌های غیر نافذ مانند تصادف رانندگی یا مکانیزم‌های نافذ مانند اصابت چاقو ایجاد می‌شود.

## طبقه‌بندی
آسیب‌های قفسه سینه می‌تواند به صورت غیزنافذ یا نافذ طبقه‌بندی شوند.
انواع خاص صدمات شامل موارد زیر است:

### آسیب دیدگی به دیواره سینه
احتقان دیواره قفسه سینه یا هماتوم
شکستگی‌های دنده
قفسه سینه شناور (flail chest)
شکستگی‌های جناغ
شکستگی کمربند شانه

### آسیب به ریه و صدمات مربوط به فضای پلور
له شدگی ریوی
پارگی ریوی
پنوموتوراکس
هموتوراکس
هموپنوموتوراکس

### صدمه به راه‌های هوایی
پارگی تراکئوبرونشیال

### آسیب قلبی
تامپوناد پریکارد
له‌شدگی میوکارد
ارست تروماتیک
هموپریتونئوم

### صدمات عروق خونی
پارگی آئورت تروماتیک
آسیب آئورت توراسیک
دایسکشن آئورت

### صدمات به ساختارهای دیگر در داخل تنه
آسیب مری (Boerhaave syndrome)
آسیب دیافراگم